# Savona F.B.C.
Savona Foot-Ball Club là một câu lạc bộ bóng đá Ý có trụ sở tại Savona, Liguria. Nó hiện đang chơi ở Serie D và các trận đấu trên sân nhà được chơi tại Stadio Valerio Bacigalupo.

## Lịch sử
Câu lạc bộ được thành lập vào năm 1907 bởi Cesare Lanza và Nicolò Pessano và tham gia các giải đấu đầu tiên vào năm 1910. Lịch sử của Savona bao gồm hai mùa giải ở Serie A vào những năm 1920 và nhiều mùa giải ở Serie B (mùa gần nhất vào năm 1966)
Sau một thời gian ở Serie C, đội đã xuống hạng Serie D và ở đó khoảng 20 năm, chỉ có hai mùa giải ở Serie C2 từ năm 2002 đến 2004 trước khi bị xuống hạng. Trong giai đoạn này, Savona đã giành được chiếc cúp duy nhất của mình, Coppa Italia Dilettanti vào năm 1991.
Trong mùa giải 2009-10, đội đã được thăng hạng từ Serie D lên Lega Pro Seconda Divisione nhưng vào ngày 23 tháng 12 năm 2011, câu lạc bộ gặp phải khó khăn tài chính mạnh mẽ, đã bị tòa án Savona tuyên bố phá sản. Vào ngày 13 tháng 3 năm 2012 Aldo Dellepiane, tại buổi đấu giá đã tiếp quản công ty với giá một euro, kiểm soát một phần tương ứng của các khoản nợ, cứu đội khỏi sự giải tán. Trong mùa đầu tiên dưới công ty mới, Savona đã thăng hạng lên Lega Pro Prima Divisione. Trong mùa giải 2013, Savona nổi lên như một gói bất ngờ cho việc thăng hạng Serie B, đạt vị trí thứ sáu trong bảng xếp hạng cuối cùng và loại Vicenza trong vòng playoff thăng hạng tiếp theo, trước khi bị đánh bại bởi đội chiến thắng cuối cùng Pro Vercelli ở bán kết. Mùa 2014-15, Savona chơi ở Lega Pro, chiếu đấu để tránh xuống hạng ở Serie D.
Vào mùa hè 2015, đội đã bị phạt 6 điểm vì gian lận thể thao.

## Màu sắc và huy hiệu
Màu sắc của đội là trắng và xanh.